# Richardsonian Romanesque

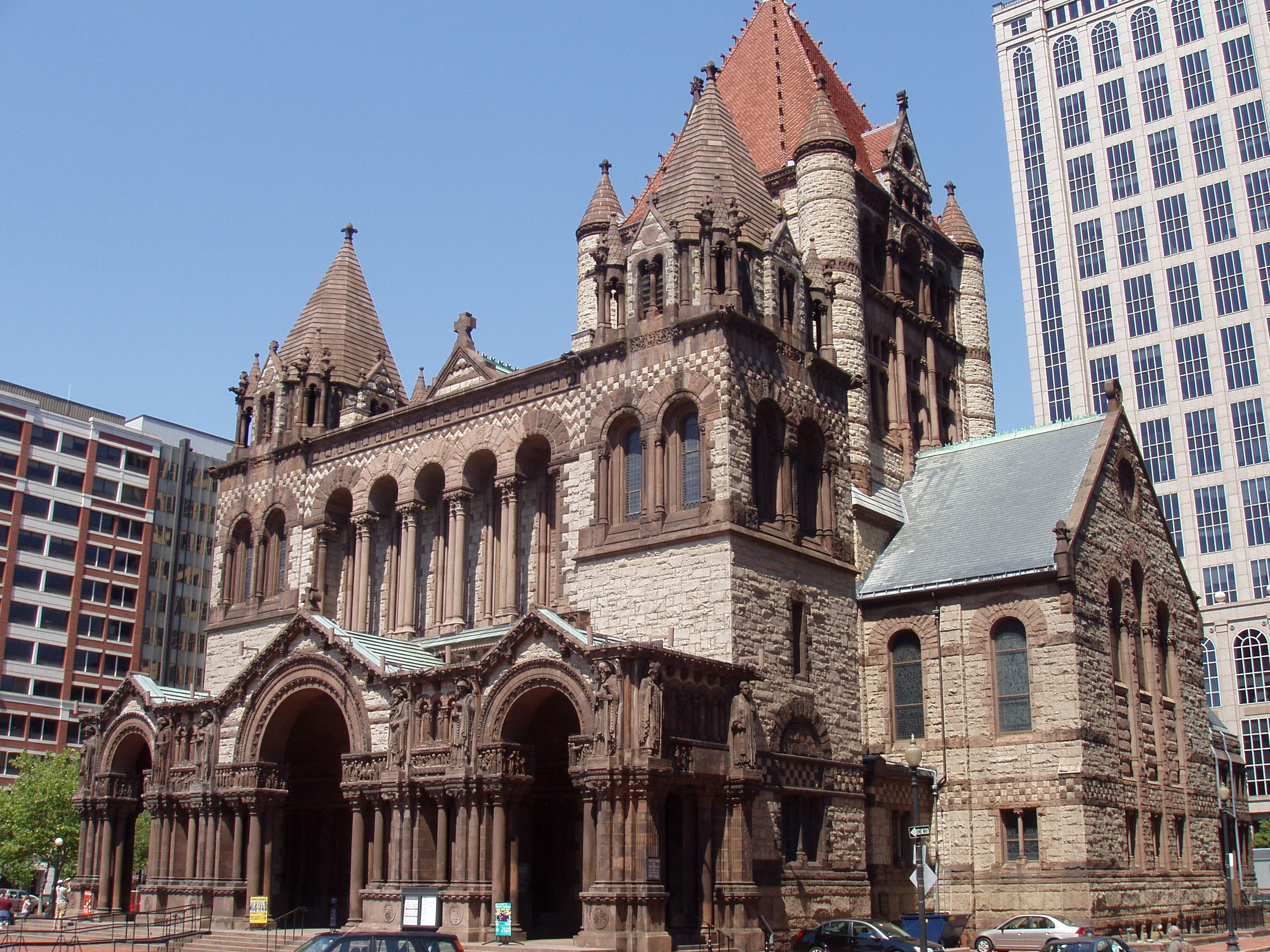
Die Trinity Church in Boston ist das berühmteste Beispiel des Richardsonian-Romanesque-Stils.

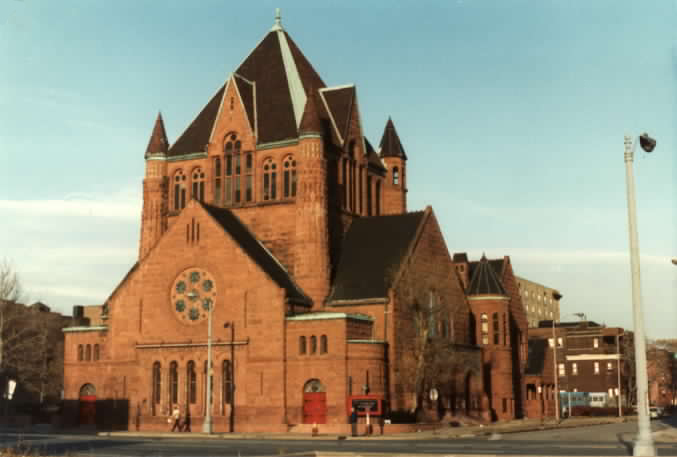
Richardsonian Romanesque weist sowohl französische als auch spanische Züge der Romanik auf, wie es bspw. an der 1891 errichteten First Presbyterian Church in Detroit zu sehen ist.

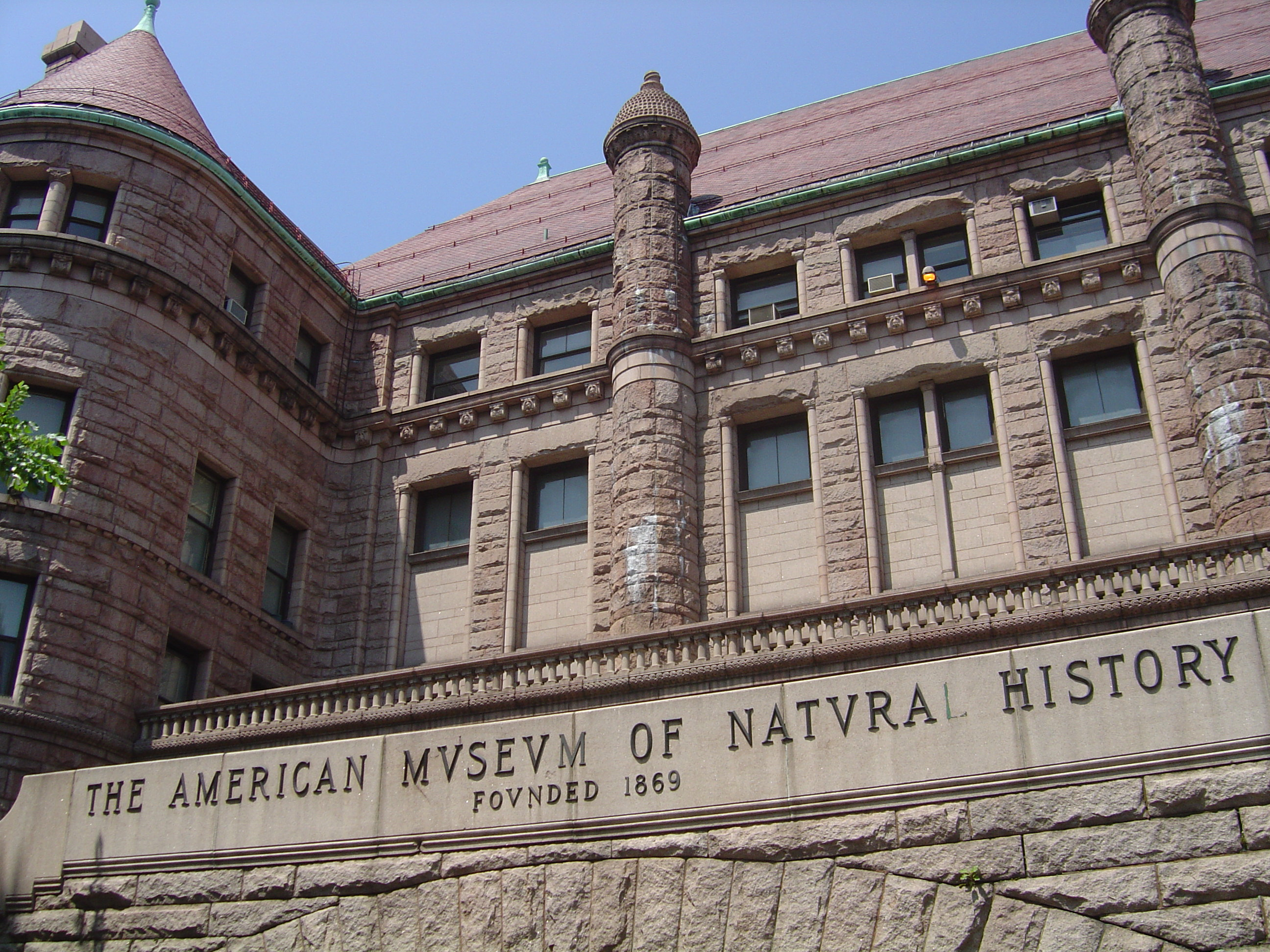
Detailansicht des American Museum of Natural History.

Als Richardsonian Romanesque wird ein – ausschließlich in den Vereinigten Staaten und in Kanada genutzter – Architekturstil der Neuromanik bezeichnet, der nach dem Architekten Henry Hobson Richardson (1838–1886) benannt wurde. Er benutzte Elemente dieses Stils erstmals beim Entwurf des Buffalo State Hospital in Buffalo, New York, und die von 1872 bis 1877 errichtete Bostoner Trinity Church gilt heute als Meisterstück seiner Arbeit.

## Charakteristika
Richardsonian Romanesque stellt einen eigenen Zweig des Historismus dar, der Stilelemente der Romanischen Architektur des 11. und 12. Jahrhunderts aus Südfrankreich, Spanien und Italien verwendet. Wesentliche Merkmale der klar strukturierten, sehr pittoresken Bauwerke sind Rundbögen, die häufig mit niedrigen Säulen kombiniert sind, vertieft gestaltete Eingänge, eine Vielzahl an Variationen von Rustizierungen, fensterlose Wände, die als Kontrast zu großen Fensterflächen eingesetzt werden, und zylinderförmige Türme mit kegelförmiger Spitze, die in die Wände eingelassen sind.
Der Stil wurde vorwiegend von Architekten genutzt, die in den 1880er Jahren – und damit vor dem beginnenden Einfluss der Beaux-Arts-Architektur – tätig waren. Als Inbegriff der Richardsonian-Romanesque-Architektur gilt heute das ursprüngliche Gebäude des American Museum of Natural History an der 77th Street in New York City, das von J. Cleaveland Cady entworfen worden war. Auch in kleineren Städten wurde der Stil verwendet, beispielsweise für das Rathaus in St. Thomas, Ontario oder für das Mabel Tainter Memorial Building in Menomonie.

## Architekten
Einige der Architekten, die den Stil in ihren Entwürfen einsetzten, hatten zuvor im Büro von Richardson gearbeitet. Zu ihnen zählten Alexander Wadsworth Longfellow und Frank Alden (Longfellow, Alden and Harlow), George Foster Shepley und Charles Allerton Coolidge (Shepley, Rutan and Coolidge) sowie Herbert Burdett.
Zu den Architekturbüros, die zum Teil nur ausgewählte Elemente des Stils einsetzten oder eigene Abwandlungen entwickelten, gehörten:
- Spier and Rohns und George D. Mason in Detroit,
- Edward James Lennox und John Wellborn Root in Toronto[1],
- Harvey Ellis in Minneapolis,
- Fenimore C. Bate, der die Grays Armory in Cleveland entwarf sowie
- Robert S. Roeschlaub in Denver und
- Alexander Cazin in Denver und Münster.[2]

Richardsonian Romanesque beeinflusste auch die Chicagoer Schule sowie die Architekten Louis Sullivan und Frank Lloyd Wright. Auch der finnische Architekt Eliel Saarinen ließ sich davon inspirieren.

## Verbreitung
Seinen Ursprung hatte Richardsonian Romanesque im Großraum Boston, wo sein Namensgeber die Trinity Church und den Copley Square gestaltete. Mit nachlassender Bedeutung an der Ostküste erreichte der Stil zunehmende Beliebtheit in westlicher gelegenen Gebieten wie z. B. in Denver, Colorado; es ist jedoch noch nicht endgültig geklärt, wie die nach Westen gerichtete Ausbreitung der vorwiegend aus italienischen und irischen Immigranten bestehenden Künstler und Handwerker, die diesen Stil anwendeten, im Einzelnen aussah. In den frühen Jahren des 20. Jahrhunderts wurden die letzten Bauwerke dieser Art errichtet, zu denen unter anderem vier kleinere Bankgebäude in Osage County, Oklahoma gehören.